# Xã Sheets, Quận Slope, Bắc Dakota
Xã Sheets (tiếng Anh: Sheets Township) là một xã thuộc quận Slope, tiểu bang Bắc Dakota, Hoa Kỳ. Năm 2010, dân số của xã này là 20 người.